# L'Auberge rouge (1951)
L'Auberge rouge (bra A Estalagem Vermelha) é um filme francês de 1951, do gênero comédia policial, realizado por Claude Autant-Lara. A trama do filme nada tem a ver com a obra homônima de Balzac.

## Sinopse
Os hóspedes de uma isolada pousada das montanhas de Ardèche são regularmente assassinados e saqueados pelo proprietário. A filha é crente e recusa-se a matar um monge, passageiro de uma carruagem de correio, e confessa-lhe os seus actos. Este não consegue fugir da pousada e, devido à confissão do segredo, tem de avisar alguém ou pedir ajuda.

## Elenco
- Fernandel
- Françoise Rosay
- Julien Carette
- Marie-Claire Olivia
- Grégoire Aslain
- Luc Germain
- Nane Germon
- Jean-Roger Caussimon
- Jacques Charon
- Didier D'Yd
- Andrée Vialla
- Robert Berri
- André Dalibert
- René Lefèvre-Bel